# 代爾 (印第安納州)
代爾（英語：Dyer）是一個位於美國印地安納州萊克縣的城鎮。

## 人口
根據2010年美國人口普查的數據，代爾的面積為16.07平方千米，當中陸地面積為16.07平方千米，而水域面積為0.00平方千米。當地共有人口16,390人，而人口密度為每平方千米1,020人。